# 山上次郎
山上 次郎（やまがみ じろう、1913年（大正2年）1月1日 - 2010年（平成22年）3月13日）は、日本の歌人・文筆家。別名「童馬堂人」。

## 人物
愛媛県出身。愛媛県立三島中学校（旧制中学）を卒業後、農業従事のかたわら短歌を学んだ。1941年太平洋戦争に従軍しビルマにて負傷、1942年に帰還した。従軍時の歌集「弾雨に禊ぐ」が第一歌集となる。敗戦後、農民組合を結成し農民運動に参加した。1951年には愛媛県議会議員に当選し、以後12年間県政に参与した。その間、斎藤茂吉に関する著書を出版するとともに歌集を上梓するなど旺盛な文筆活動を続けた。1967年以降は文学・著述に専念し、正岡子規や斎藤茂吉の研究に没頭した。1972年に短歌結社「歩道」に入会し、佐藤佐太郎に師事。以後、「佐藤佐太郎書画集」の出版、東坡赤壁に佐藤佐太郎の歌碑を建立するなどした。2004年には「愛媛県文化協会地域文化功労賞」を受けた。正岡子規、斎藤茂吉、佐藤佐太郎に関するもののほか、多くの著書がある。歌風は一貫して、骨太な文体、雄渾な響きを有する抒情を特色とする。文芸活動を通じて日中友好に尽力した。

## 経歴
- 1913年(大正2年)　父岩吉、母エンの次男として、愛媛県宇摩郡土居町(現四国中央市)に生れる
- 1930年(昭和5年)　県立三島中学(旧制)を卒業、農業のかたわら短歌を学ぶ
- 1934年(昭和9年)　愛媛県東宇和郡宇和町(現西予市)の中村熊治郎の四女松根と結婚
- 1941年(昭和16年)　太平洋戦争に従軍、1942年（昭和17年）ビルマにて負傷、帰還
- 1944年(昭和19年)　初めての歌集、従軍記「弾雨に禊ぐ」、翌年「短歌戦記」を出版。贈呈した斎藤茂吉から毛筆の礼状が届く
- 1947年(昭和22年)　農民組合を結成、農民運動に参加。小富士農協組合長に就任、昭和25年愛媛県農協中央会理事就任
- 1948年(昭和23年)「斎藤茂吉研究　明治編」(巻頭短歌は斎藤茂吉揮毫)、翌年「斎藤茂吉研究　大正編」(同)を出版
- 1951年(昭和26年)　愛媛県議会議員に当選、以後12年間県政に参与
- 1960年(昭和35年)　中国政府の招待により31日間中国を訪問、国慶節に参列。昭和39年に「新中国を見る」を出版。県議時代の短歌を纏めた歌集「やまじ風」を出版
- 1965年(昭和40年)　県議会にて、県を代表する文化的施設として、「子規記念館」の建設と「愚陀仏庵」の再建を提唱した
- 1967年(昭和42年)　政治を断念し文学と著述に専念、正岡子規、斎藤茂吉の研究に没頭。昭和41年「斎藤茂吉の恋と歌」、昭和44年「斎藤茂吉の書」、昭和47年「茂吉探訪」、昭和49年「斎藤茂吉の生涯」、昭和51年「斎藤茂吉遺墨集成」を出版した
- 1971年(昭和46年)　土居短歌会を結成、初代会長となる。滋賀県米原の番場蓮華寺に斎藤茂吉の歌碑を建立、平成3年には、松山の宝厳寺に茂吉の歌碑を建立
- 1972年(昭和47年)　佐藤佐太郎主宰の「歩道」に入会し師事する
- 1975年(昭和50年)　「子規遺墨」(書跡編・絵画編・書簡編)を出版。以後子規関係では、昭和54年「歌人森田義郎と子規・飄亭」、昭和56年「子規の書画」を出版した
- 1975年(昭和50年)　愛媛文芸視察団長として中国各地を訪問、以後9度中国を訪問
- 1978年(昭和53年)  郷土の先覚者安藤正楽の伝記「非戦論者安藤正楽の生涯」を出版
- 1980年(昭和55年)　東予歌人クラブを結成、会長となる。佐藤佐太郎とともに中国を訪問、蘇東坡の遺跡を訪ねる
- 1983年(昭和58年)　「佐藤佐太郎書画集」、「蘇東坡を訪ねて」を出版。歌集「天際」(中川一政装丁、佐藤佐太郎序歌)を出版
- 1985年(昭和60年)　佐藤佐太郎の歌碑を、蘇東坡ゆかりの地、中国湖北省黄州の東坡赤壁に建立　平成8年には同地に「中日友好の舎」を建立、日中友好を深めた
- 1987年(昭和62年)　「一茶と山中家の人々」を出版」、愛媛新聞社より「愛媛出版文化賞」を受く
- 1994年(平成6年)　愛媛新聞の文芸短歌の選者となり、以後9年間担当
- 1995年(平成7年)　歌文集「ああビルマ」を出版。「歩道賞」受賞
- 1996年(平成8年)　郷土の埋もれた先人、安藤正楽や尾埼星山等を発掘した功績で、愛媛新聞社より文化部門で「愛媛新聞賞」を受く
- 1998年(平成10年)　世界人権宣言50周年で「平和・人権の先覚安藤正楽」を出版。「人権擁護運動の先覚者安藤正楽シンポジウム」にパネラーとして参加
- 2001年(平成13年)　勲五等瑞宝章を受く
- 2004年(平成16年)　「愛媛県文化協会地域文化功労賞」を受く
- 2008年(平成20年)  日本キリスト教団三島真光教会宇賀充牧師より洗礼を受く
- 2010年(平成22年)  「子規の書画　新訂増補」（和田克司編）を出版。第9冊目の歌集「銀杏」(妻松根と合同)を出版
- 2010年(平成22年)  3月13日召天、97歳

## 主要作品25首
- 掃射受けしあとの静けさしましくを幕舎の上に合歓の葉は散る（弾雨に禊ぐ）
- 八分目に開かれて馬の瞳孔に故郷の山河は映りてあらむ
- クリークに水漬き泳げる水牛を追ひ立てて飲むその泥水を（短歌戦記）
- 棄てられし道邊の西瓜ひらひ喰ひ齒につく砂利ものみ下したり
- すりちびし草履の足の細々と敵の屍の哀れなるかも
- 麦いまだ細き広野を見てをれば芽がきしてゐん妻うかびくる（ああビルマ）
- 三発目射たんと引金引く刹那わが右の掌に大き衝撃
- 幾度か死線を越えて生き延びし命愛しも古きわが家に（春雪抄）
- 七人の子を育みてわが父は苦しかりけむ母の亡きあと
- 稜線をすれすれに黒雲は吹走すいよいよやまじの吹くきざしして（やまじ風）
- 農民が迫害さるる時政治家として尽くしきをただ喜びとせむ
- 政治生命を銅山川問題にかけし我この貧乏をすがしとなさむ
- 言葉にて人を切るなと吾にいふ妻は愚に似てときにきびしき（天際）
- 幾年か子規に茂吉にこだはりしが蜜柑山にきて蜜柑むさぼる
- 天際に触れつつのびし長城を遠く見さけて吾はさびしむ
- よき人の住まえば上京のたびに来る蛇崩道に桐の花咲く
- 突然の夜の雷ののち眼の冴えて一人居わびしき妻の思ほゆ（燃焼）
- 胸にひびくことは恐ろし身じろぎもくしやみもできず石のごと臥す
- 吾にしか出来ぬことあり残生を燃えつきるまで炎えしめたまへ
- 子規居士を偲べとぞ自生の鶏頭がところ構はずわが庭に咲く（米年）
- わが知らぬ世界に何時よりか妻子居て神を実在さながらに言ふ
- 一つ庭めぐりてそれぞれに愛でてをり花好きの妻石好きの吾
- 戦争の時代よさらば平和への新世紀の朝萬象光る（銀杏）
- 佐太郎師が書かれし額の「童馬堂」書風さやけく滲み美し
- わが家の八畳二間ぶち抜きて始めし土居短歌会いよよなつかし

## 著書

### 単著
- 第一歌集「弾雨に禊ぐ」中央公論社　1944年
- 第二歌集「短歌戦記」八雲書店　1945年
- 第三歌集「春雪抄」斎藤書店　1947年
- 『斎藤茂吉研究　明治編』明窗書房　1948年
- 『斎藤茂吉研究　大正編』明窗書房　1949年
- 『農村の現状と税金問題』農政研究協会　1948年
- 第四歌集「やまじ風」第二書房　1960年
- 『新中国を見る』愛媛出版協会　1964年
- 『斎藤茂吉の恋と歌』新紀元社　1966年
- 『斎藤茂吉の書』二玄社　1969年
- 『茂吉探訪』古川書房　1972年
- 『茂吉を訪ねて』全4巻　童馬堂　1970年〜1973年
- 『斎藤茂吉の生涯』文芸春秋　1974年
- 『非戦論者安藤正楽の生涯』古川書房　1978年 改訂増補　童馬堂　1998年
- 『歌人森田義郎と子規・飄亭』古川書房　1979年
- 『宇田川楊軒の詩と柴田志隆』柴田辨治　1981年
- 『子規の書画』二玄社　1981年　改訂増補　青葉図書　1992年　新訂増補　二玄社　2010年
- 『蘇東坡をたずねて』童馬堂　1983年
- 第五歌集「天際」角川書店　1983年
- 『安藤正楽・人と芸術』童馬堂　1985年
- 第六歌集「暁雨晩翠」童馬堂　1985年
- 『一茶と山中家の人々』童馬堂　1987年
- 第七歌集「燃焼」短歌新聞社　1989年
- 『中井コッフ・人と芸術』童馬堂　1991年
- 『白菊の心』童馬堂　1992年
- 『祖先のこと父母のこと』童馬堂　1992年
- 『尾埼星山伝』尾埼星山伝刊行会　1993年
- 歌文集「ああビルマ」童馬堂　1995年
- 『平和・人権の先覚　安藤正楽』青葉図書　1998年
- 第八歌集「米年」童馬堂　2000年
- 第九歌集「銀杏」東田出版　2010年

### 編著
- 『子規遺墨』全3巻　求龍堂　1975年
- 『斎藤茂吉遺墨集成』講談社　1976年
- 『安藤正楽遺墨集』童馬堂　1978年
- 『佐藤佐太郎書画集』角川書店　1983年
- 『人間讃歌　非戦論者安藤正楽遺稿』古川書房　1983年